# Semecarpus gardneri
Semecarpus gardneri là một loài thực vật thuộc họ Anacardiaceae. Đây là loài đặc hữu của Sri Lanka.